# ターラー

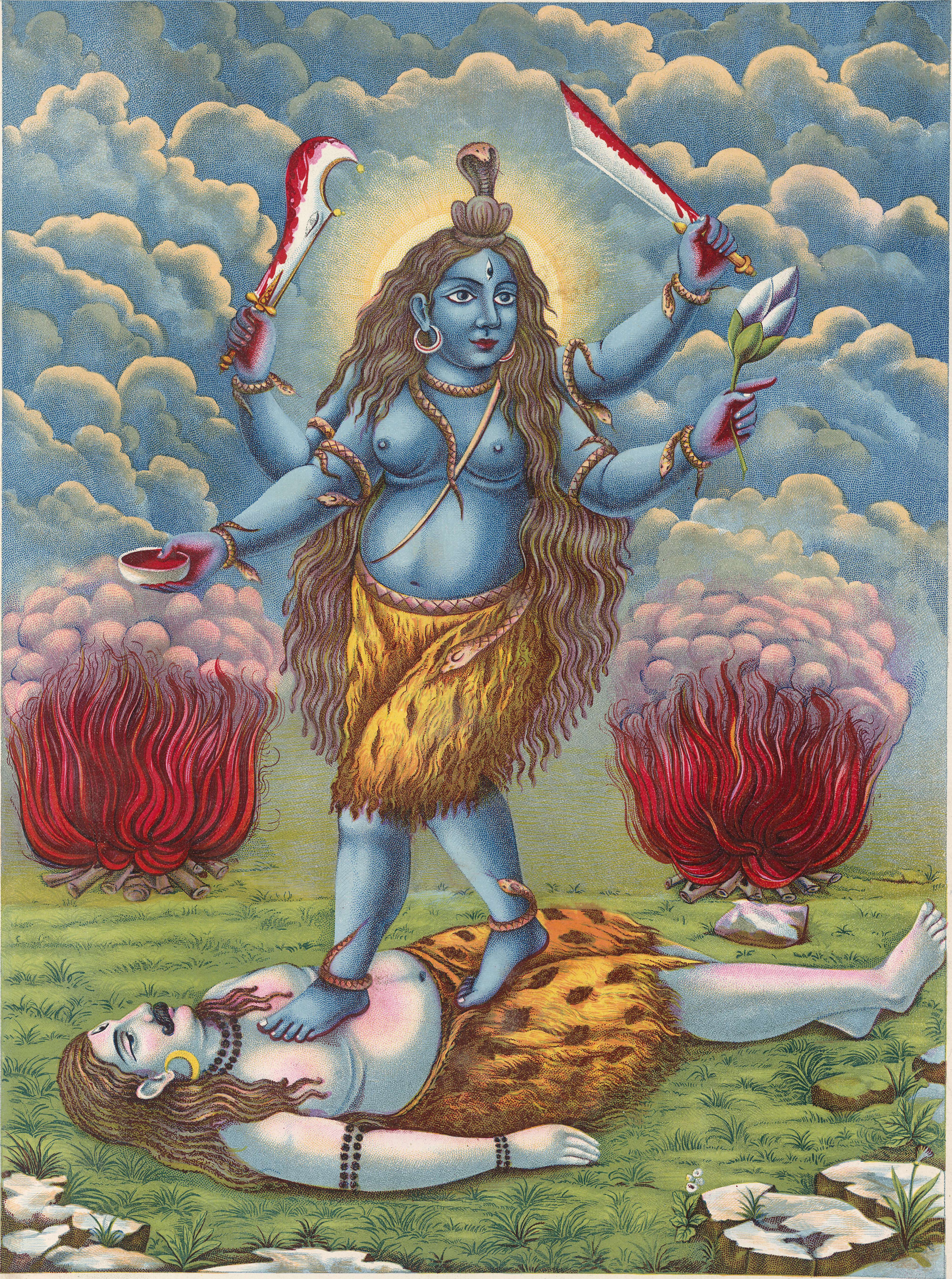
ターラーのリトグラフ

ターラー（梵: तारा, Tārā）とは、
- インド神話に登場する女神。
  - ブリハスパティの妻。ターラカーともいう。月神ソーマとの間にブダ（水星）を生んだ。神話によればソーマがターラーを略奪したため、ブリハスパティとソーマの間に大戦争が起こった。ターラーはブラフマー神の仲裁によって夫のもとに戻ることができた。ところがこのときターラーは身ごもっており、生まれてきた男子ブダが大変に美しかったため、再びブリハスパティとソーマはどちらが父親であるかをめぐって争った。ターラーはソーマが父親であると答えたため、ソーマの子であることが明らかになった。
  - 叙事詩『ラーマーヤナ』に登場するヴァナラ（猿）の女性。水神ヴァルナの子であるスシェーナの娘。ヴァーリンの妃、アンガダの母。ヴァーリンの死後はスグリーヴァの妃となった。
- ヒンドゥー教タントリズムの女神。マハーヴィディヤー（十大女神）の一。
- 仏教におけるターラーについては多羅菩薩を参照。